# Clan (jeu vidéo)
Pour les articles homonymes, voir Clan (homonymie).

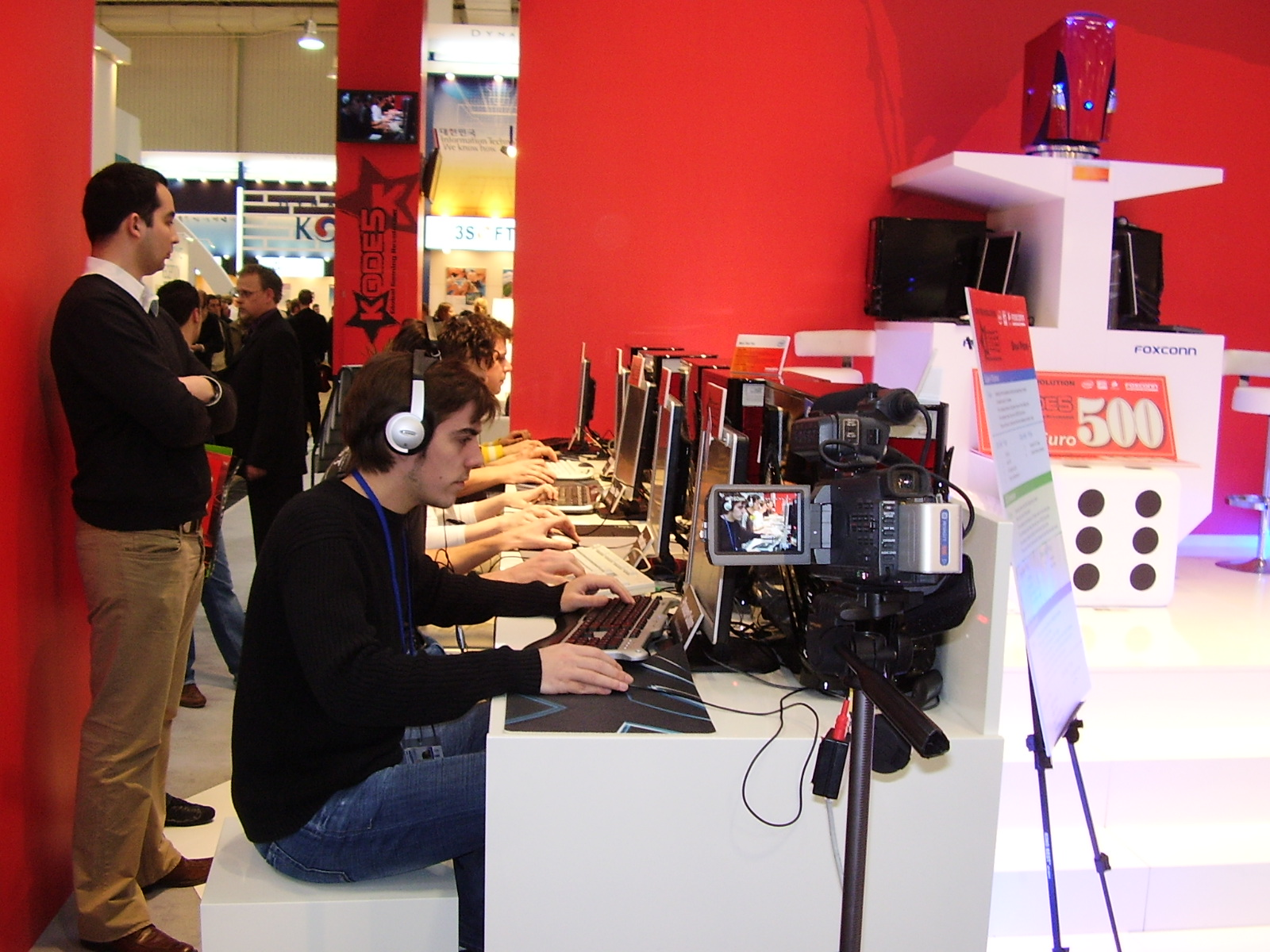
Personne jouant a un jeu

Dans le domaine des jeux vidéo, l'arrivée d'Internet dans les foyers a permis l'émergence d'un nouveau type de rassemblement de joueurs : le clan, ou la guilde, est un groupe de joueurs qui jouent régulièrement ensemble, le plus souvent à un jeu multijoueur. Le nombre de joueurs peut aller de seulement quelques amis à des organisations de milliers de personnes, avec une grande diversité dans la structure du groupe, ses buts et ses membres. De nombreux clans existent dans tous les jeux multijoueur en ligne actuels et notamment dans les jeux de tir à la première personne comme Doom, Counter-Strike, Star Wars: Jedi Knight - Dark Forces 2 ou Quake et les jeux en ligne massivement multijoueur comme EverQuest ou World of Warcraft.
Un clan se distingue par un tag marquant l'appartenance au groupe, une certaine structure (des conditions spécifiques pour y entrer, une charte à respecter, un site web dédié, un banquier...) et une organisation hiérarchisée (rangs, points de mérite, leader et officier).
Ce genre d'organisation de joueurs a probablement émergé à l'époque des jeux multijoueur sur les premiers réseaux informatique, comme les groupes représentant deux universités rivales et jouant aux premiers MUDs. Les premières guildes apparurent sur Neverwinter Nights entre 1991 et 1997. Les premiers clans de jeux en temps réel furent créés en 1996, autour de jeux de tir à la première personne pensés pour la compétition entre joueurs, comme Quake et Counter-Strike. Ces clans prirent une nouvelle dimension avec l'arrivée d’Ultima Online, premier grand succès du MMORPG, suivi d’Asheron's Call et d’EverQuest où le principe d'entraide et de combat de guildes étaient mis en avant.
Avec l'arrivée du pro-gaming et des jeux vidéo mettant en compétition directe les joueurs sur Internet, les clans deviennent des « teams », où le niveau de jeu prime sur l'esprit de communauté originel des clans. À haut niveau, les « teams » peuvent être sponsorisées et représenter des nations entières dans des tournois et autres championnats (l'ESWC par exemple).